# Bucculatrix sircomella
Bucculatrix sircomella är en fjärilsart som beskrevs av Henry Tibbats Stainton 1848. Bucculatrix sircomella ingår i släktet Bucculatrix och familjen kronmalar. Inga underarter finns listade i Catalogue of Life.